# Немрут-Даг (гора)

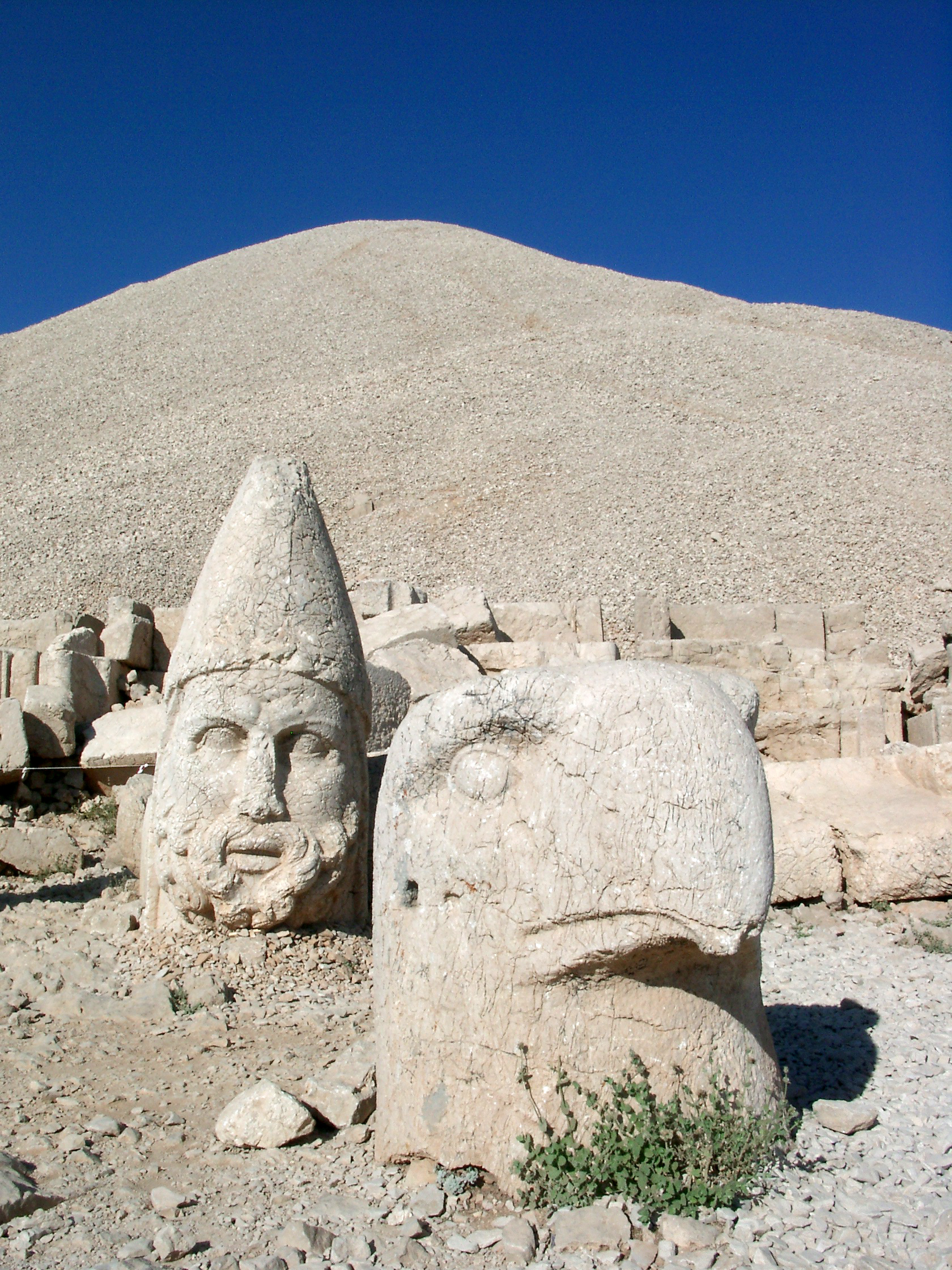
Статуї на горі Немрут

Немрут-Даг (Немрут, Немруд, тур. Nemrut Dağ, або Nemrut Dağı, курд. Çiyayê Nemrûd, вірм. Նեմրութ Սար) — гора на південному сході Туреччини в мулі Адияман. Висота 2150 метрів над рівнем моря.
На вершині гори розташовані:
- Вірменська[2] царська гробниця правителя Антіоха I Коммагенського, побудована в 62 р. до н. е. і прикрашена величезними кам'яними статуями 8-9 м заввишки. Центр гробниці — курган із дрібних каменів, на вершині гори, висотою 49,8 метрів і шириною біля основи 150 метрів. Під курганом знаходиться труна Антіоха I Коммагенського (69-38 рр. до н. е.). Краї скелястої вершини, на якій знаходиться гробниця, з трьох сторін перетворені у великі тераси. Дві з них прикрашені п'ятьма величними сидячими статуями 8-метрової висоти: в центрі знаходиться фігура Зевса, по боках уособлена «Коммагина» і цар Антіох, по краях Аполлон і Геркулес. В 1882—1883 рр. була досліджена німецькими археологами Отто Пухштейном (Otto Puchstein) і Карлом Хуманою (Carl Wilhelm Humann).[3]

В 1987 р. археологічні пам'ятки на вершині гори включені до списку Світової спадщини ЮНЕСКО.